# موسی و شبان
«موسی و شبان» نامِ قراردادیِ داستانی سه‌بخشی از دفترِ دوّمِ مثنوی معنوی است.

## داستان

### «انکار کردنِ موسی علیه‌السّلام بر مناجاتِ شبان»[۱]
شبانی در کارِ ستایشِ خداست که موسی می‌رسد و ملامتش می‌کند که تصوّرش از خدا نادرست است. شبان می‌افسرد و می‌رود.

### «عتاب کردنِ حق تعالی موسی را علیه‌السّلام از بهرِ آن شبان»
وحی از خدا به موسی می‌رسد که ملامتش بی‌جا و گمانش باطل بوده و مناجاتِ شبان درست بوده.

### «وحی آمدن موسی را علیه‌السّلام در عذرِ آن شبان»
موسی در پیِ شبان می‌رود و پوزش می‌طلبد.